# Nedre Flytjärnen
Nedre Flytjärnen är en sjö i Arvika kommun i Värmland och ingår i Göta älvs huvudavrinningsområde. Sjön är 8 meter djup, har en yta på 0,193 kvadratkilometer och befinner sig 233,1 meter över havet. Sjön avvattnas av vattendraget Tobyälven.

## Delavrinningsområde
Nedre Flytjärnen ingår i det delavrinningsområde (663617-133339) som SMHI kallar för Utloppet av Nedre Flytjärn. Medelhöjden är 278 meter över havet och ytan är 4,62 kvadratkilometer. Räknas de 3 avrinningsområdena uppströms in blir den ackumulerade arean 30,18 kvadratkilometer. Tobyälven som avvattnar avrinningsområdet har biflödesordning 5, vilket innebär att vattnet flödar genom totalt 5 vattendrag innan det når havet efter 325 kilometer. Avrinningsområdet består mestadels av skog (75 procent). Avrinningsområdet har 0,2 kvadratkilometer vattenytor vilket ger det en sjöprocent på 4,2 procent.